# Center for Ocean and Society
Das Center for Ocean and Society ist die fakultätsübergreifende Plattform des Zentrums für interdisziplinäre Meereswissenschaften – Kiel Marine Science (KMS) an der Christian-Albrechts-Universität zu Kiel. KMS bündelt mehr als 40 Forschergruppen an sieben Fakultäten. Das Center for Ocean and Society widmet sich der Untersuchung der Meere und Küsten als sozial-ökologische Systeme und setzt einen Schwerpunkt auf transdisziplinäre Forschung.
Forschende aus der Ökonomie, Geologie, Ozeanographie, Fischereibiologie, Chemie und weiteren Disziplinen arbeiten gemeinsam an Projekten mit aktiver Einbindung von gesellschaftlichen Akteuren. Das ermöglicht es, ein Thema aus unterschiedlichen Perspektiven zu beleuchten und verändert die Herangehensweise an Probleme. Für die Berechnung verschiedener Szenarien werden methodisch spezifische Modelle aus der Ökonomie sowie der Klima-, Ozean- und Ökosystemforschung miteinander verknüpft.

## Struktur

### Ökonomie der Meeres- und Küstenressourcen
Meere und Küsten sind durch eine Vielzahl unterschiedlicher wirtschaftlicher Aktivitäten geprägt, etwa im Bereich der Fischerei, der Offshore-Windkraft oder des Tourismus. Jede Nutzung beeinflusst die Interessen und Möglichkeiten anderer Sektoren. Auch das Ökosystem und seine Biodiversität werden durch anthropogene Einflüsse verändert.
Im Center for Ocean and Society untersuchen Forschende, wie politische Entscheidungen die Wechselwirkungen zwischen natürlichen Ressourcen wie Fisch, Muscheln und anderen Meeresprodukten und deren Nutzer lenken und verbessern können. Hierbei spielt die Zeitdimension eine wichtige Rolle, da das heutige Verhalten die zukünftigen Möglichkeiten beeinflusst. Um Akzeptanz für ein nachhaltiges Management von Meeres- und Küstenressourcen zu schaffen, analysiert die Arbeitsgruppe unterschiedliche Managementstrategien für natürliche Ressourcen und ihre Auswirkungen auf andere Sektoren. Die Forschung trägt dazu bei, drängende Probleme im Management von Meeres- und Küstenressourcen zu lösen – z. B. Überfischung – und notwendig gewordenen Anpassungen an den Klimawandel vorzunehmen.

#### Methoden
Anhand konzeptioneller ökonomischer Modelle werden verschiedene Wirkungsmechanismen analysiert. Für die quantitative Bewertung der Auswirkungen unterschiedlicher Managementalternativen verwendet die Arbeitsgruppe vorwiegend integrierte ökologisch-ökonomische Modelle, aber auch Regressionsanalysen und Experimente. Um offene Forschungsfragen zu beantworten, werden beispielsweise mithilfe von Umfragen die erforderlichen Daten gesammelt.

### Naturgefahren der Küsten und Meere
Die Küstenregionen gehören zu den wichtigsten Lebensräumen für die Menschheit. Sie sind dicht besiedelt, beherbergen Infrastrukturen wie Häfen und Industrieanlagen oder haben eine große touristische Bedeutung. Dabei bedrohen Erosion, Überflutung, Meeresspiegelanstieg infolge des Klimawandels die Küstenregionen weltweit – die größten Städte der Welt liegen in gefährdeten Küstengebieten. Auch marine Naturgefahren wie Erdbeben und submarine Hangrutschen und als deren Folge Tsunamis sind Gefahren für Küstenbewohner und küstennahe Ökosysteme.
Im Center for Ocean and Society untersuchen Forschende die geologischen Aspekte von marinen Naturgefahren und wie sich diese auf die Gesellschaft, insbesondere auf die Bewohner in Küstenregionen auswirken.
In Zusammenarbeit mit nationalen und internationalen Kooperationspartnern werden historische und prähistorische Meereskatastrophen erforscht, wobei besonders die geologischen Ursachenketten im Fokus stehen.

#### Methoden
Um marine Naturgefahren zu identifizieren und zu analysieren, verfolgt die Arbeitsgruppe des Centers for Ocean and Society einen amphibischen Ansatz: Land, Küste und Meer werden als ein zusammengehöriges, raumübergreifendes System betrachtet. Um dieses System vom Küstenraum bis hin zu den twefen Ozeanbecken zu erfassen, werden geophysikalische und geologische Messkampagnen mit Forschungsschiffen, an Land und in der Luft mit unbemannten Luftfahrtgeräten (z. B. Drohnen) kombiniert.
Dabei spielt die Bündelung unterschiedlicher Forschungsansätze eine besondere Rolle: Im Center for Ocean and Society arbeiten Wissenschaftler der Natur- und Gesellschaftswissenschaften sowie nichtakademische Partner aus der Zivilgesellschaft zusammen.
Mit dem Wissen über die Rahmenbedingungen, unter denen Erdbeben, Hangrutschungen und Tsunamis entstanden sind, lassen sich Rückschlüsse über mögliche in der Zukunft auftretende Ereignisse ziehen. Es werden realistische Szenarien berechnet, wie sich diese prognostizierten Gefahren auf die Menschen in den untersuchten Regionen auswirken.

### Ernährungssicherheit aus dem Meer
Forschende untersuchen, wie Nahrung aus dem Meer zur weltweiten Ernährungssicherheit beitragen kann. Hier spielt die kleine Küstenfischerei in ärmeren Küstenregionen eine wichtige Rolle, aber auch eine nachhaltige Nutzung neuer Technologien z. B. im Bereich Aquakultur. Die Wechselwirkungen natürlicher Systeme (Klima, Ökosysteme) und menschlicher Systeme (Wirtschaft, Gemeinwesen, Regierungsführung) werden mit sozio-ökologischen Systemen beschrieben. Um diese Wechselwirkungen besser zu verstehen, werden gezielt Akteure aus der Zivilgesellschaft in die Forschung eingebunden (Transdisziplinarität). Wissenschaftler der Arbeitsgruppe „Ernährungssicherheit aus dem Meer“ beschäftigen sich dabei sowohl regional mit der Nord- und Ostsee, sind aber auch international in Projekten in Europa, Afrika und Lateinamerika tätig.

#### Methoden
Die Arbeitsgruppe wendet einen integrierten Ansatz an (system-thinking framework), um komplexe marine sozio-ökonomische Systeme zu untersuchen. Dabei stehen Ursache-Wirkung-Beziehungen zwischen sozialen, ökonomischen und ökologischen Faktoren im Vordergrund (DPSIR framework), wodurch wesentliche Schlüsselprozesse identifiziert werden können.
Die Entwicklung und Modellierung plausibler alternativer Zukunftsszenarien unterstützt die gesellschaftliche Entscheidungsfindung, indem die erwünschten und unerwünschten Folgen einer Entscheidung sichtbar gemacht werden. Dabei orientiert sich die AG an den international akzeptierten, aus der Klimaforschung stammenden Shared Socioeconomic Pathways (SSPs). Politische Akteure können so wichtige Entscheidungsfelder identifizieren.

### Stakeholderdialog
Das Center for Ocean and Society befördert den Dialog zwischen Wissenschaft und Gesellschaft und stärkt deshalb den Austausch von Forschenden mit Akteuren aus Zivilgesellschaft, Politik und Wirtschaft. Ziel dieses transdisziplinären Ansatzes ist es, lösungsorientierte Forschung zu unterstützen, die zu einem nachhaltigen Umgang mit den Küsten und Meeren beiträgt. Es sollen wissenschaftliche Ansätze mit Praxiswissen verbunden werden, um gesellschaftlich akzeptierte, politisch umsetzbare und ökonomisch praktikable Lösungen zu entwickeln und zu bewerten.

#### Methoden
Das Center für Ocean and Society nutzt verschiedene in der Nachhaltigkeitsforschung erprobte Methoden des Stakeholderdialogs:
Co-Design: Forschungsprojekte werden gemeinsam mit Anspruchsgruppen aus der Zivilgesellschaft, Wirtschaft oder Politik entwickelt. So können aktuelle Herausforderungen in Bezug auf meereswissenschaftliche Themen an der Schnittstelle von Wissenschaft und Gesellschaft formuliert und bearbeitet werden.
Co-Creation: Projekte werden gemeinsam mit nicht-akademischen Akteuren durchgeführt, denn es gibt vielfältiges Expertenwissen außerhalb der Hochschulen. Wegweisend ist das Prinzip, dass Wissen gemeinsam geschaffen wird und somit zum Katalysator von Veränderungen wird. Gesellschaftlicher Dialog wird aktiv mitgestaltet durch Gespräche mit Ministerien, Netzwerktreffen mit Verbänden der marinen Wirtschaft, im Austausch mit Interessensgruppen wie beispielsweise Fischer, Umweltgruppen oder Bürger in Küstengemeinden.
Transdisziplinarität und Stakeholderdialog sind charakteristischer Bestandteil aller Projekte im Center for Ocean and Society. Die Zusammenarbeit in nationalen und internationalen Netzwerken stellt den Überblick über aktuelle gesellschaftliche und wissenschaftliche Diskussionen sicher – z. B. in der Arbeitsgruppe Wissenstransfer der Deutschen Allianz Meeresforschung.

## Geschichte
Am 27. November 2020 wurde das Center for Ocean and Society (CeOS) offiziell eröffnet. Aufgrund der Beschränkungen durch die COVID-19-Pandemie fand die Veranstaltung über einen Livestream statt. Die geladenen Gäste konnten das Programm, das aus der Halle des marinen Gerätepools des Instituts für Geowissenschaften der CAU in der Neufeldtstraße übertragen wurde, am Bildschirm verfolgen. Nach einer Begrüßung durch die Präsidentin der Christian-Albrechts-Universität zu Kiel (CAU), Simone Fulda, folgte ein Grußwort der Ministerin für Bildung, Wissenschaft und Kultur des Landes Schleswig-Holstein, Karin Prien. Unter der Überschrift „Von Hering bis Tsunami - Wie Wissenschaft und Gesellschaft sich am Meer begegnen“ stellte Direktorin Marie-Catherine Riekhof das Center for Ocean and Society vor. Durch das Programm führte Ralph Schneider, Direktor des Forschungsschwerpunktes Kiel Marine Science (KMS). Mit dem offiziellen Startschuss nahm CeOS als fakultätsübergreifende Plattform von KMS seine Arbeit auf und setzt einen neuen Schwerpunkt auf transdisziplinäre Forschung in den Kieler Meereswissenschaften.

## Projekte

### Humboldt Tipping
Sozial-ökologische Kipppunkte im System des nördlichen Humboldtstrom-Auftriebsgebietes, ökologische Auswirkungen und Governance-Strategien
Im Projekt Humboldt Kipping befassen sich Forschende aus Deutschland und Peru mit dem Humbdoldtstrom und seinem Auftriebsgebiet an der Pazifikküste Südamerikas. Das gesamte Humboldtstrom-System ist ein hochproduktives Ökosystem. In diesem werden jährlich etwa neun Millionen Tonnen Fisch und andere Meeresfrüchte gefangen. Das Gebiet ist großen klimatischen Schwankungen unterworfen. Beispielsweise beobachten Forschende eine Ausdehnung der charakteristischen Veränderungen des Sauerstoffgehalts, der sich direkt auf Interessengruppen wie die Fischerbevölkerung in Peru auswirkt.
Auf der Grundlage verschiedener Modellierungsansätze und im Dialog mit unterschiedlichen Interessengruppen und Entscheidern ist es Ziel der Forschung, mögliche Anpassungsmöglichkeiten zu untersuchen und Empfehlungen für die Steuerung abzuleiten. Diese sollen helfen, das Risiko der Auswirkungen von Kipppunkten auf die regionale Wirtschaft zu verringern und die Resilienz der Küstengemeinden in Peru zu erhöhen. Dazu hat sich ein Konsortium aus Wissenschaftler der Fachrichtungen Biogeochemie, Fischereiökologie, Ozeanographie, Ökonomie und Sozialwissenschaften aus Deutschland und Peru sowie Vertreter lokaler Nutzergruppen zusammengeschlossen.

### marEEshift
Marine ecological-economic systems in the Western Baltic Sea and beyond: Shifting the baseline to a regime of sustainability (marEEshift). Das Projekt soll dazu beitragen, in den Ländern der westlichen Ostsee diejenigen Institutionen zu ermitteln, die unter der Prämisse von Nachhaltigkeit ein widerstandsfähiges ökologisch-ökonomisches Meeressystem fördern. Forschende im Center for Ocean and Society tragen dazu bei, Nachhaltigkeitsnormen unterschiedlicher Stakeholder zu identifizieren, d. h. die Vorstellungen der Stakeholder dazu zu beschreiben, wie die westliche Ostsee idealerweise genutzt werden sollte. Ferner untersuchen sie, ob die Vorstellungen zur nachhaltigen Entwicklung in der westlichen Ostsee verschiedener Stakeholder gleichzeitig erfüllt werden können. Das Center for Ocean and Society ist assoziiertes Mitglied.

### TRIATLAS
Im Projekt „South and Tropical Atlantic climate-based marine ecosystem prediction for sustainable management“ (TRIATLAS) untersuchen Forschende den Zustand der Ökosysteme des tropischen Atlantiks und des Südatlantiks. Im Vergleich zum gut untersuchten Nordatlantik gibt es für die Einschätzung des Zustands der marinen Ökosysteme des südlichen und tropischen Atlantiks noch wesentliche Wissenslücken. Diese will das Projekt TRIATLAS, eine Kooperation von 33 Partnern aller Atlantikregionen, nun schließen. Forschungsarbeiten zum Verständnis und zur Modellierung der Auswirkungen des Klimawandels sowie menschlicher Aktivitäten auf die marinen Ökosysteme sollen dazu beitragen, die Vorgänge in den Ökosystemen zu verstehen und Vorhersagen über künftige Veränderungen treffen zu können. Politische Entscheidungsträger der Anrainerstaaten sollen in die Lage versetzt werden, sozioökonomische Herausforderungen zu bewältigen und zur nachhaltigen Entwicklung der Region beizutragen.
Forschende des Center for Ocean and Society bearbeiten das Thema „Knowledge exchange and societal impact“. Basierend auf dem Konzept der Shared Socioeconomic Pathways werden Zukunftsszenarien für die Fischerei im Südatlantik entwickelt. Wesentlich ist dabei die Einbindung von Fischer beispielsweise aus Südafrika, Senegal und Brasilien.

### CEM-CV
Für den afrikanischen Inselstaat Kap Verde bildet die Kleinfischerei eine wichtige Lebensgrundlage für die Ernährung der Bevölkerung. Um eine Überfischung der Bestände vor der Küste zu vermeiden, soll in Zusammenarbeit mit den Fischern und der Küstenwache das bisher noch weitgehend unerforschte Ökosystem erfasst und ein Kontrollsystem im Projekt „Coastal Ecosystem Monitoring in Cabo Verde“ geschaffen werden. Ziel des Projektes ist der Aufbau eines Küstenzonenmonitorings, das lokal durch die betroffenen Nutzergruppen durchgeführt werden kann. Forschende des Center for Ocean and Society beteiligen sich am Co-Design von Stakeholder-Workshops und beraten zum Einsatz von Drohnen für Vermessungen der Unterwasservegetation und Habitate.

### GoJelly – a gelatinous solution to plastic pollution
Das Projekt GoJelly sucht nach Möglichkeiten, Quallen als Quelle für innovative Lösungen zur Bekämpfung der Meeresverschmutzung zu nutzen. Ein Forschungsschwerpunkt ist der Einsatz in der Abwasserbehandlung zum Entfernen von Mikroplastik. Weitere Ansätze sind Verwendungsmöglichkeiten in der Landwirtschaft als Düngemittel, im Lebensmittelsektor oder als Basis für Kosmetikprodukte. Um die kommerzielle Nutzung zu erleichtern, entwickeln die Forschende Techniken für Aquakultur und Wildfang. Wissenschaftler im Center for Ocean and Society befassen sich mit der Wahrnehmung von Quallen bei Kindern und entwickeln Spiele und ein Kinderbuch.

### Multi-Dimensionale Gefährdungsbeurteilung von marinen Naturgefahren
Vom Ozean über das Weltall zur Gesellschaft. Studien zur Ozean-Gefahrenanalyse und deren Größen- und Frequenz-Beziehung wurden bisher in erster Linie von naturwissenschaftlich Forschenden verfasst und dabei häufig gesellschaftliche Fragestellungen außer Acht gelassen. In gesellschaftlichen Risiko- und Vulnerabilitätsbewertungen werden jedoch umgekehrt oft die physikalische und geologische Komplexität der Gefahren nicht ausreichend berücksichtigt. In diesem inter- und transdisziplinären Projekt arbeiten Wissenschaftler aus Geologie, Geophysik, Geographie und den Sozialwissenschaften an einer umfassenden Betrachtung mariner Naturgefahren und deren Auswirkungen auf die Gesellschaft in der Beispielregion Süditalien. Die Forschungsarbeiten sind so ausgelegt, dass Erkenntnisse und Ergebnisse skaliert und auf andere Regionen übertragen werden können.

### labsCAUs (Labrador Shelf Seismics at CAU)
Vorerkundungen für ein amphibisches Bohrvorhaben zur Paläo-Rekonstruktion des Laurentidischen Eisschilds in Labrador, Kanada. Der Labradorschelf an der kanadischen Ostküste ist ein Schlüsselgebiet für die q und paläoozeanografische Forschung. Während der Eiszeiten war das kanadische Hinterland durch den Laurentidischen Eisschild bedeckt. Während der Schmelze im Übergang der Zeitalter von Glazial zum Interglazial flossen große Mengen Süßwasser in die Labradorsee und den Nordatlantik. Dieser Abfluss erfolgte über Fjorde und angrenzende Täler. Ziel des Projektes ist es, geeignete Stellen für Bohrungen zu identifizieren, die eine detaillierte Rekonstruktion des Laurentidischen Eisschild vor, während und nach der letzten Eiszeit ermöglichen. Das Verständnis darüber, wie sich ein riesiger Eisschild unter dem Einfluss einer (vergangenen) Klimaerwärmung verhält und wie die Schmelzprozesse verlaufen, ist essentiell für die Entwicklung von Zukunftsszenarien für die derzeitige Klimaerwärmung.